# Playa El Mojón (San Pedro del Pinatar)
La Playa del Mojón es una playa abierta al Mar Mediterráneo en el núcleo de El Mojón, perteneciente al municipio de San Pedro del Pinatar (Región de Murcia). 
Dispone de un paseo adyacente y se encuentra en el límite del parque de las Salinas y Arenales de San Pedro del Pinatar. Tras un pequeño canal de separación se encuentra la playa de la Torre derribada al norte del parque. 
En el extremo norte limita con la playa homónima del término de Pilar de la Horadada y la playa de las Higuericas en la pedanía costera de la Torre de la Horadada en la Comunidad Valenciana.